# Reinhardtsdorf-Schöna
Reinhardtsdorf-Schöna település Németországban, azon belül Szászország tartományban. Lakosainak száma 1283 fő (2023. december 31.). Reinhardtsdorf-Schöna Bad Schandau, Děčín és Hřensko községekkel határos.

## Népesség
A település népességének változása:
| Lakosok száma | 1350 | 1338 | 1305 | 1298 | 1283 |
|               | 2017 | 2019 | 2021 | 2022 | 2023 |